# Warhammer 40,000 Dawn of War II — Chaos Rising
Warhammer 40,000 Dawn of War II — Chaos Rising — доповнення до відеогри Warhammer 40,000: Dawn of War II, розроблене Relic Entertainment та видане THQ. Реліз відбувся 11 березня 2010 для Північноамериканського регіону та 12 березня у Європі.
Сюжет гри продовжує Warhammer 40,000 Dawn of War II і концентрується на протистоянні ордену Кривавих Воронів і Чорного Легіону, який не лише відкрито нападає, а й підточує орден зсередини. Chaos Rising включає також оригінальну кампанію Dawn of War II з низкою вдосконалень. Сюжет як оригінальної гри, так і цього доповнення, частково було внесено до канонічної історії всесвіту Warhammer 40,000.

## Ігровий процес
Ігровий процес Chaos Rising повторює оригінальну гру з низкою вдосконалень. У гру додано нову фракцію — Космічні Десантники Хаосу, а інші раси (космодесант, елдари, орки і тираніди) отримали нові види військ. Був розширений вибір озброєння та екіпіровки. Непотрібної екіпіровки стало можливим позбутися, отримавши взамін очки досвіду. Припаси, сховані в ящиках на картах, перестали бути універсальними, тепер поділяючись на медичні, набої, вибухівку і стратегічні припаси. Ефективність гранат проти засілих в укриттях ворогів було зменшено.
Персонажів можна імпортувати з попередньої кампанії, або почати їхній розвиток заново одразу з 17 рівня. Максимальний рівень був збільшений з 20-го до 30-го. В Chaos Rising персонажі більше коментують події, гравець може запустити додаткові репліки й діалоги. Вони не впливають на сюжет, але повідомляють більше другорядної інформації.
У грі з'явився рівень розтління (англ. Corruption Level) — відступлення Кривавих Воронів від свого кодексу та моральних норм. Розтління набирається поступово, від виконання/не виконання певних завдань або носіння «нечистого» спорядження. Це впливає на просування в кампанії, даючи доступ до нового озброєння та можливостей і змінюючи ставлення до персонажів з боку союзників. Здібності можуть бути як глобальними, так і для певного командира. Зовнішній вигляд загонів змінюється залежно від рівня розтління, набуваючи більш демонічних рис з кожним рівнем. Розтління знімаються через спокуту у вигляді виконання деяких завдань або носіння особливого спорядження.
В режимі The Last Stand стали доступні 2 додаткових героя: Тиран Вулика і чаклун Цзінча.

## Сюжет
Через рік після відбиття нападу флоту тиранідів з варпу з'явилася планета Аврелія, колишня столиця підсектора, сотні років тому покрита льодом, а потім і зовсім вирвана з реальності варп-штормом. Аврелія мала б бути безлюдною, але з її поверхні надходить сигнал лиха, використовуваний орденом Кривавих Воронів. Криваві Ворони десантуються на поверхню, та щось збиває посадкові капсули з курсу. Висадившись на планету і зібравшись разом, Криваві Ворони потрапляють в засідку, організовану військами Імперської Гвардії, котрі підпорядковуються Вандіру, колишньому губернаторові-втікачеві. Вирвавшись з пастки, Командор і дредноут Давіан Тул вирушають на порятунок бібліарія Йони Оріона, на якого напали сили елдарів, захищаючи свої руїни.
Отримавши сигнал лиха від нового губернатора, Єлени Дероси, Космодесантники вирушають на планету Меридіан, де орудують орки, підбурювані домом Вандіра. В розпалі бою з'являються Космічні десантники Хаосу з Чорного Легіону, на чолі з живим Еліфасом Спадкоємцем (вважався вбитим на планеті Кронус). Хаос намагається захопити виробничий комплекс «Кузня Ангела», але зазнає поразки. Йона застерігає, що навіть присутність поряд Хаосу може згубно подіяти на Кривавих Воронів. Відкинувши ворога, бійці повертаються на Аврелію для штурму виявленої бази єретиків, за якими стоїть Арагаст Руйнівник. Подолавши слуг Вандіра і культистів, десантники відшукують храм Хаосу і знищують прикликаних демонів. Та попри сподівання це тільки руйнує межу між реальним світом і варпом, планету розколюють розломи. Бійці поспіхом евакуюються, тим часом Арагаст веде розмову з Еліфасом, про те, що серед Кривавих Воронів є важливий зрадник, тому він і дозволив їм піти.
На борту свого нового флагмана «Відплата» десантники з'ясовують, що зрадник передав ворогам коди сигналу лиха, за допомогою яких Воронів вперше заманили на Аврелію. Криваві Ворони терміново повертаються на Меридіан, щоб допомогти полку Гвардії утримати Шпиль Легіс від атаки єретиків. Ворони перемагають їх у цьому регіоні і вирушають на планету Тіфон, де знищують виявлену військову експедицію елдарів, яка шукає загублений там Штучний світ — величезний космічний корабель. Після цього з планети Калдеріс надходить повідомлення про викрадення новобранців ордену. Воронам вдається врятувати частину взятих в полон новачків і вбити чаклуна з Чорного Легіону. Наприкінці операції прибуває почесна варта Кривавих Воронів на чолі з капітаном Аполлоном Діомедом. Це дуже дивує бійців, та Діомед пояснює, що діє від імені магістра та головного бібліарія ордена Азарії Кіраса. Капітан наказує повернутися на свої кораблі до подальших вказівок і тримати в таємниці останній інцидент.
Незадоволені наказом, але вірні керівництву, Криваві Ворони повертаються на «Відплату». Вони перехоплюють ще кілька передач з корабля, але не можуть повністю розшифрувати їх. У джунглях Тіфону виявляється технодесантник Мартеллус, що вважався загиблим, але зумів протриматися цілий рік на планеті (цю місію можливо пройти і раніше). Мартеллус береться за дешифрування передач і повідомляє, що незабаром очікується поява в системі гігантського космічного блукача «Суд Воронів» — величезного нагромадження кораблів, загиблих в варпі, і спресованих його течіями разом. Бортовий комп'ютер одного з кораблів блукача здатний розшифрувати перехоплені записи, але його поява в часи активізації сил Хаосу здається не просто збігом, а чиїмось замислом.
Криваві Ворони висаджуються на прибулий блукач, повний небезпек і таємниць. Сили варпу на ньому починають затьмарювати розум, та знахідки виявляються надто цінними, щоб відступати. Криваві Ворони виявляють останки загиблих кілька віків тому Кривавих Воронів 5-ї роти. Але в архівах ордена вони приписані до нещодавніх військових операцій, в яких нібито й загинули. Зібравши дані, дослідники отримують доступ до запечатаного сховища, де знаходять корабельний комп'ютер і численні трупи Космодесантників. На комп'ютері міститься послання апотекарія Ґалана, з якого стає відомо, що цей апотекарій знаходився в складі експедиційної групи на чолі з Азарією Кірасом, тоді лише пересічним бібліарієм ордена. На їхній корабель, що загубився в варпі, проник демон бога Нургла Улькаїр, здолати якого десантники не змогли. Апотекарій зазначав, що Кірас почав з байдужістю ставитися до загибелі своїх бойових товаришів і зазннав впливу Хаосу.
Покинувши «Суд Воронів» і дозволивши Мартеллусу працювати над дешифруванням повідомлень, Криваві Ворони отримують новий сигнал від губернатора Дероси. Єретики на Меридіані знову зібрали сили і напали на губернаторський палац. Командор вирушає на захист об'єкту і відбиває кілька атак. Арагаст у відповідь шле повідомлення з викликом на дуель на Аврелії. Криваві Ворони, попри накази Діомеда, приймають виклик. Коли вони добираються до Арагаста, той намагається втекти, але Еліфас зраджує його і залишає з Воронами на загибель. Мартеллус розшифровує передачі зрадника, особа якого досі лишається загадкою, і повідомляє, що адресовані вони Апотекарію Ґалану, який насправді досі живий і знаходиться в почесній варті, прибулій з капітаном Діомедом.
Попри загрозу від сил Хаосу, Діомед наказує членам ордена покинути підсектор. Габріель Ангелос, не бажаючи залишити напризволяще планети, просить Командора й інші загони поки не підкоритися наказу Аполлона. Ангелос вирушає на Калдеріс, де намагається поговорити з Діомедом, але той від імені Кіраса оголошує Ангелоса і його людей зрадниками і закликає інших Воронів вбити їх. Командор зі своїми людьми проникає на базу Діомеда, де з'ясовує, що Апотекарій Ґалан і велика частина почесної варти ордена пали в єресь. Після бою з ними Ґалан перед смертю дякує бойовим братам за звільнення своєї душі під влади демонів і повідомляє, що у варті тільки капітан Діомед поки чистий, але він засліплений гординею. Діомед виявляє їх і оголошує єретиками. В ході бою десантники руйнують командний центр, через який демони контролювали своїх слуг. Командор і Ангелос переконують прозрілого Діомеда в тому, що в ордені сталася змова і зрада на користь Чорного Легіону за участю його очільника Азарії. Вражений Діомед дозволяє десантникам піти (якщо за вибором гравця не був убитий). Тим часом з журналу Ґалана з'ясовується, що Кірас впав у єресь задовго до тієї експедиції, а демон Улькаїр був заточений в надрах Аврелії, і саме його прагне звільнити Еліфас.
На Аврелії Еліфас говорить про те, в далекому минулому магістр ордена Кривавих Воронів Морія був убитий в бою з Улькаїром, і тільки Кірас зміг здолати демона і ув'язнити його. Десантники розуміють, що незабаром після цього планета потрапила в варп-шторм, а Кірас уклав угоду з Улькаїром і врятувався, бувши перенесеним на борт «Суду Воронів», в обмін на подальшу віддачу душ своїх побратимів. Послана туди експедиція вважала знахідку Азарії чудом, тоді як він поступово навертав побратимів у єресь промовами і вбивав непокірних. Приховуючи свої злочини переписуванням архівів ордена, Азарія отримав сан магістра і далі розітлює Кривавих Воронів, щоб їхні душі перейшли Улькаїру.
Еліфас приносить жертву, що випускає Улькаїра на свободу, який обіцяє своєму визволителю велику владу і силу. Коли Космодесант на чолі з Командором повертається на Аврелію, зрадник в його загоні (особа якого залежить від дій гравця) покидає корабель і об'єднується з силами Хаосу на поверхні планети. Командор зі своїми людьми доповідає про те, що трапилося Габріелеві Ангелосу, і той починає масовану атаку оплот єретиків у старій фортеці Воронів, під якою знаходився Улькаїр. Еліфас знову гине в сутичці з Воронами. Улькаїр протистоїть героям, які долають його і знову запечатують усередині планети. Але демон заявляє, що в'язниця не зможе утримувати його вічно і клянеться повернутися, вбити всіх Воронів і отримати-таки їхні душі.
На баржі «Литанія люті» Габріель оголошує про перемогу над Чорним Легіоном і Улькаїром та закликає готуватися до протистояння з магістром-єретиком Кірасом. Тим часом знову відроджений силами Хаосу Еліфас обіцяє лідеру Чорного Легіону Абаддону наступного разу точно знищити Кривавих Воронів.

### Закінчення
Всього в грі їх є п'ять, залежно від того, який рівень розтлінням мають персонажі за час проходження кампанії. Всі варіанти супроводжуються промовою Габріеля перед орденом.
- Повністю чистий. При дуже малому рівні розтління, і залишивши Діомеда живим, Командор, Габріель Ангелос і прозрілий Діомед виганяють прислужників Хаосу з підсектора та готуються до війни проти магістра-єретика Кіраса.
- Чистий. При дуже малому рівні розтління, але вбивстві Діомеда, бійці під командуванням Габріеля Ангелоса і Командора готуються до майбутньої боротьби за очищення свого ордена.
- Нейтрал. Якщо чергувати дії благочестя і відступництва, Чорний Легіон переможений, але Командора відправляють спокутувати гріхи в священний хрестовий похід до Ока Жаху.
- Розітлений. Якщо рівень розтління команди трохи перевищує рівень благочестя, Габріель засуджує Командора до страти за єресь і без жалю вбиває його своїм молотом.
- Повністю розітлений. Набравши повний рівень розтління для всієї команди, Командор, здолавши Улькаїра, переходить на бік Чорного Легіону і тікає у варп на «Відплаті».

### Зрадники та їхня мотивація
Залежно від дій гравця (наскільки підконтрольні йому персонажі благочестиві чи розітлені) особа зрадника визначається по-різному. За сюжетом, рівень розтління тільки виказує персонажа, який здійснив акт зради ще до початку подій гри. Це можуть бути:
- Мартеллус. Після перемоги над тиранідами був покинутий своїми братами на планеті Тіфон і вважався загиблим. Саме тоді йому допомогли служителі Хаосу і він розчарувався у своїх бойових братах. Стає зрадником, якщо всі члени команди незаплямовані єрессю.

- Таркус. Вирішив впоратися з Хаосом його ж зброєю. Для цього йому довелося повідомити Чорному Легіону багато про свій орден, але він дійсно не бажав шкодити своїм бойовим братам. Стає зрадником, маючи найбільший рівень розтління з команди.

- Сайрус. Використовував для досягнення перемоги методи, які суперечать Кодексу Астартес. Попри те, що це дозволяло йому не раз здобувати перемоги, він постійно критикувався за це. У Хаосі ж бачив свободу від обмежень. Стає зрадником, маючи найбільший рівень розтління з команди.

- Авітус. Втомився від постійних битв, вбивств і руйнувань. Більше не бачачи різниці між Космодесантниками Імператора і Хаосу, розчарувався в обох сторонах і хотів померти в бою. Стає зрадником, маючи найбільший рівень розтління з команди.

- Таддеус. Зрадив ще в першій кампанії, коли молився богам Хаосу в останньому бою з тиранідами, щоб вони дозволили «Литанії Люті» вийти з варпу. Стає зрадником, маючи найбільший рівень розтління з команди.

- Йона Оріон. Був одержимий демоном, а після постійних сутичок з Хаосом і потуранню єресі, демон зміг остаточно захопити тіло бібліарія. Зраджує при найбільшому рівні розтління серед інших Космодесантників, або коли у всіх Космодесантників рівень максимальний, а Діомед убитий.

Давіан Тул настільки відданий Імператору, що не може потрапити під вплив Хаосу. Щойно гравець поставить бійців на шлях вірності Темним Богам, Давіан Тул покине команду.
Канонічним зрадником, згідно Warhammer 40,000: Dawn of War II - Retribution, став Авітус. Ім'я зрадника не називається, але репліки персонажів вказують на нього. Там Мартеллус, Йона, Сайрус і Таркус — живі, але відсутні Командор, Авітус і Таддеус. Таркус стверджує, що прийняв обітницю мовчання за вбивство свого зухвалого бойового брата, з яким він служив на Кронусі. В тій кампанії з-поміж відсутніх персонажів брав участь лише Авітус, про що кілька разів сам згадує.

## Chaos Rising і канон франшизи
Канонічним закінченням, згідно інформації в Warhammer 40,000: Dawn of War II - Retribution, є дещо відмінний від можливого в грі «Чистий». У вступному ролику цього доповнення Габріель розповідає, що Кірас оголосив героїв Аврелії ренегатами, змусивши боротися з ворогами Імперіуму підпільно, а Діомед ще не повністю вірить у зраду Кіраса. При цьому Авітус виявився зрадником, а Таркус через цю ганебну подію взяв обітницю мовчання.
Доля ордена Кривавих Воронів у Chaos Rising, як і частково передісторія, в 2012 році була внесена до канону з виходом довідкової книги «Deathwatch: Honour the Chapter». Там Криваві Ворони офіційно описані як орден, що славиться своєю відвагою, але як зазначено і в грі, загадковим чином втратив інформацію про своє заснування і великі періоди історії. Він володіє незвичайно великою кількістю бібліаріїв — збирачів та охоронців знань, реліквій ордена, а також сильних псайкерів. У фанатичному прагненні відновити свою історію, Криваві Ворони здатні йти на нетрадиційні для Космодесанту методи. Вони воліють досконало вивчати ворога, що передбачає збирати в тому числі єретичні й небезпечні знання і артефакти. Через це девізом ордена, який згадується в Chaos Rising, є «Знання — сила, охороняйте його добре» (англ. Knowledge is power, guard it well). Засновником ордена вважається Азарія Відья (англ. Azariah Vidya), який заклав традицію поєднувати сан магістра і головного бібліарія. Криваві Ворони здебільшого базуються на космічних кораблях, головним з яких є баржа «Цілковита таємниця» (лат. Omnis Arcanum), але новобранці набирають на планетах, з якими мають добрі стосунки. Така організація пояснюється секретами, які приховує орден.
За «Deathwatch: Honour the Chapter» Кірас, перемігши Улькаїра, зник на 500 років, його вважали загиблим, пам'ятаючи перемогу. Після його знайдення на «Суді Воронів» прийняв командування загубленою там 5-ю ротою, бійці якої не підозрювали, що славетний герой ордена може бути єретиком. Зробивши швидку кар'єру, Кірас поширив єресь, зробивши багатьох Космодесантників ордена одержимими демонами. Згадуване в Dawn of War винищення населення Кірени — планети, звідки набиралася основна маса новобранців, описується в книзі як загадкове, оскільки планета славилася вірністю, хоча й великим числом псайкерів і мутантів. Габріелю Ангелосу в посланні Інквізиції, після непоясненного перериваня зв'язку з Кірасом, було повідомлено про атаку на Кірену, яка сталася за кілька місяців.
Габріель Ангелос лишився єдиним зі старших чинів, хто не схилився до єресі та був готовий відкрити правду усім Кривавим Воронам. Однак Кірас випередив його, оголосивши зрадником, що стало підставою для громадянської війни в секторі і фактично в самому ордені, на чому засновується сюжет доповнення Retribution. За тією ж «Deathwatch: Honour the Chapter», Ангелос став новим магістром після скинення Кіраса в Retribution, бувши змушеним провести значні чистки в ордені задля викорінення вцілілих єретиків.

## Оцінки й відгуки
| Агрегатор    | Оцінка  |
| ------------ | ------- |
| GameRankings | 85,39 % |
| Metacritic   | 85/100  |

| Видання   | Оцінка |
| --------- | ------ |
| 1Up.com   | A-     |
| Eurogamer | 9/10   |
| GamePro   | [ 9 ]  |
| GameSpot  | 8.5/10 |
| GameSpy   | [ 11 ] |
| IGN       | 8.5/10 |

Доповнення отримало схвальні відгуки, відзначалося що це одне з найкращих ігрових доповнень останніх років. Критики і гравці хвалили введення Хаосу і систему розтління, яка спонукає до експериментів. З недоліків згадувалися коротша за оригінальну кампанія.
У рецензії 1up.com йшлося: «В принципі, Relic використовує систему розтління як інструмент для розширення можливостей геймплею, і це виглядає дещо незграбнішим, ніж подібне в inFamous, водночас служачи своєму завданню додавання більшої різноманітності кампанії поряд з декількома закінченнями… Включення нового потужного персонажа, подібного на мага бібліотекаря, додаткові юніти для мультиплеєру, і ціла нова раса це лише „глазур на тістечку“.
З його жорсткою 10-годинною кампанією, новим мультиплеєром і додатковими юнітами, ціна в $30 за Chaos Rising виглядає виправданою. Після веселої катастрофи, якою був Soulstorm до першої Dawn of War, приємно бачити таку якість. А що коли ви щось пропустили в першій грі? Тоді це ваш шанс виправитися в очах Імператора».
Ігроманія поставила доповненню оцінку 9.0 з 10, зробивши такий висновок: «Я готовий заприсягтися перед трибуналом, що Chaos Rising — одне з найкращих доповнень за всю історію стратегічного жанру. Чудова кампанія, система розтління, прекрасний сюжет, вписані як рідні хаосити і необхідність пройти гру мінімум двічі (спочатку як герой, потім як лиходій) роблять Chaos Rising обов'язковою покупкою…»
На кінець 2010 року Chaos Rising увійшла в десятку найпродаваніших відеоігор року в сервісі Steam, принісши творцям $10,8 млн.